# Лоучна на Десни
Лоучна на Десни (чеш. Loučná nad Desnou) је насељено мјесто са административним статусом сеоске општине (чеш. obec) у округу Шумперк, у Оломоуцком крају, Чешка Република.

## Становништво
Према подацима о броју становника из 2014. године насеље је имало 1.665 становника.